# Battaglia di Aizkraukle
La battaglia di Aizkraukle o di Ascheraden fu combattuta il 5 marzo 1279 fu combattuta tra le forze del Granducato di Lituania, guidate dal granduca Traidenis e l'Ordine livoniano, nei pressi di Aizkraukle (in tedesco Ascheraden) nell'attuale territorio della Lettonia. L'Ordine di Livonia subì una pesante sconfitta, compresa la morte del loro gran maestro Ernst von Rassburg, così come del comandante dei Cavalieri dell'Estonia Danese Eilart Hoberg. Fu la seconda pesante sconfitta dell'Ordine livoniano durante il XIII secolo. A seguito di questa battaglia, il Duca Nameisis di Semigallia riconobbe Traidenis come suo Suzerain.

## Antefatti
Nel 1273 l'Ordine livoniano aveva costruito il castello di Dinaburga, a est dell'attuale città di Daugavpils, all'interno del territorio nominalmente controllato dal duca Trainedis. Questa fortezza era di grande importanza strategica, dal momento che poteva essere utilizzato come base strategica per i raid e gli attacchi contro Traidenis, in modo da indebolirne la forza ed impedirgli di continuare a sostenere i Semigalli che si erano ribellati all'Ordine. Traidenis assediò per un mese ma non riuscì a conquistarlo. La storiografia contemporanea sostiene che l'Ordine livoniano abbia iniziato la campagna offensiva in territorio lituano proprio come rappresaglia per l'assedio del castello di Dinaburga. Tuttavia ricerche recenti dello storico lituano Edvardas Gudavičius hanno dimostrato come non ci sia una linea diretta causa ed effetto tra l'assedio e la campagna d'invasione, dal momento che l'assedio risale al 1274. Sembra invece molto più probabile che l'invasione sia stata causata dalla rottura di un precedente trattato tra Granducato di Lituania e Ordine livoniano. Il trattato era stato concluso affinché Traidenis potesse concentrare il proprio potere militare contro il Principato di Galizia-Volinia. Lituani e Ordine Livoniano erano tuttavia in conflitto per l'egemonia commerciale lungo il fiume Daugava e per l'esercizio della rispettiva influenza militare 
sul Principato di Polack.

## La battaglia
La campagna offensiva degli ex cavalieri portaspada, iniziata nel febbraio del 1279, era progettata come una serie di scorribande armate e di razzie in territorio lituano. L'esercito livoniano era composto da cavalieri dell'Ordine livoniano, da truppe dell'Arcivescovato di Riga, Estonia Danese, e tribù locali di Ducato di Curi e Semigalli. Al tempo della campagna il territorio lituano era stato colpito da una grave carestia e il fratello di Traidenis, Sirputis razziò le aree circostanti Lublino per porre sollievo alla richiesta di cibo delle popolazioni lituane. L'esercito livoniano raggiunse rapidamente Kernavė, capitale medioevale del territorio del Granducato di Lituania. Essi non incontrarono alcuna resistenza e saccheggiarono numerosi villaggi. tuttavia, al loro ritorno, vennero inseguiti da un piccolo contingente del granduca Traidenis, quando i livoniani si avvicinarono ad Aizkraukle, il gran maestro dell'Ordine mandò via molti dei suoi cavalieri per spartire il bottino nelle guarnigioni dell'Ordine. Fu proprio allora che le forze lituani attaccarono ed ottennero una vittoria decisiva sugli invasori.
Le conseguenze della battaglia furono molto pesanti per l'Ordine di Livonia, le tribù di Semigalli che si erano sottomesse al loro dominio si allearono nuovamente con Traidenis, o si ribellarono di nuovo contro l'Ordine.